# Vleeskleurig sapbekertje
Het vleeskleurig sapbekertje (Phaeohelotium carneum) is een schimmel behorend tot de familie Helotiaceae. Hij leeft saprotroof op afgevallen takken, soms op houtsnippers, van loofbomen.

## Kenmerken

### Uiterlijke kenmerken
De apothecia is 1 tot 2 mm in diameter, vrijwel steelloos. De kleur is wit, crème of zalm.

### Microscopische kenmerken
De asci hebben een amyloïde top en meten 80–90 × 6–7 µm. De ascosporen hebben zijn hyaliene tot bruinachtig, met guttules (oliedruppels) en meten 11 tot 13 µm (sommige bronnen melden 12–15 × 3.5–5 µm). 

## Verspreiding
In Nederland komt het vleeskleurig sapbekertje matig algemeen voor. 